# Danica Slouková
Danica Slouková (* 4. června 1951, Martin) je slovenská filosofka. Zaměřuje se zejména na filosofii 19. a 20. století, postmodernu, metodologii vědy.

## Život
Vystudovala filosofickou fakultu Univerzity Komenského v Bratislavě.
Dlouhodobě působila jako vysokoškolský učitel na katedře filosofie Vysoké školy ekonomické v Praze, dále několik let na filosofických či společenskovědních katedrách na UJEP Ústí nad Labem a VŠPSV Kolín.
Vedle rozsáhlé filosofické činnosti pracovala kratší dobu jako vedoucí projektu financovaného ESF. Nyní pracuje ještě na kratší úvazek na Gymnáziu Přípotoční v Praze 10. Žije v Petrově u Prahy.

## Publikace
Se svými příspěvky vystoupila na četných konferencích tuzemských i zahraničních (Kirchberg – Wittgensteinovské sympozium, Dubrovnik). Publikovala v mnoha filosofických sbornících a publikacích z mezioborových seminářů "věda a filosofie", v odborných i populárnějších časopisech a v internetovém odborném filosofickém časopise E-Logos.
Je autorkou nebo spoluautorkou několika skript z ediční řady VŠE Sešity k dějinám filosofie. Na internetu zveřejnila i podrobné podkladové materiály ke kurzům Metodologie vědy, Metodologie společenských věd a Filosofie jazyka.

## Zaměření
Zaměřuje se na filosofii 19. a 20. století včetně filosofie "v postmoderní situaci", metodologii vědy, filosofii jazyka včetně analytické filosofie, filosofie přirozeného jazyka, hermeneutiky a sémiotiky, jak větve strukturalistické (sémiologie), tak zejména myšlenky Ch. S. Peirce, jehož triadickou podobu sémiotiky využívá jako metodologického nástroje k průnikům do dalších oblastí (např. filosofie hodnot, teorie informace apod.) Většina jejích prací je přístupná na jejích osobních internetových stránkách.

## Vybraná bibliografie
- Sešity k dějinám filosofie XII. Filosofie v postmoderní situaci
  - 1. část, VŠE Praha 1998
  - 2. část, VŠE Praha 2000
- Sešity k dějinám filosofie VII. Filosofie 19. a počátku 20. století (spolu s Tomášem Kuncou)
  - část napsaná D. Sloukovou, VŠE Praha 2001
- Sešity k dějinám filosofie VIII. Filosofie 20. století
  - 1. část, VŠE Praha 2003
  - 2. část, VŠE Praha 2002